# Habighorster Wiesental
Das Habighorster Wiesental ist ein Naturschutzgebiet mit einer Größe von etwa 13,1 ha im Kreis Herford. Die Fläche liegt zu etwa 11,2 ha auf dem Gebiet der Stadt Bünde und zu rund 1,9 ha in der Gemeinde Rödinghausen. Namensgebend für das mit der Nummer HF-022 geführte Gebiet ist der Habighorster Bach.

## Flora und Fauna
Das Gebiet schützt ein gut ausgeprägtes Sieksystem wie es für das Ravensberger Hügelland typisch ist, insbesondere naturnah ausgeprägten Laubwald, Feuchtwiesen und Feuchtweiden, Hochstaudenfluren, Röhricht und Seggenrieder, sowie die Lebensgemeinschaften an und in Fließ- und Stillgewässern.